# Samhita
Samhita (en sánscrito saṃhita significa "unido" ) puede referirse a:

## Textos védicos
- La métrica básica (Mantra) de los textos de cada uno de los Vedas
- Específicamente a uno de estos textos: Samhitapatha.
- A cualquiera de los cuatro textos canónicos védicos: Rigveda, Atharvaveda, Yajurveda, Sāmaveda

## Textos post-védicos
- Gherand Samhita
- Charak Samhita
- Ashtavakra Samhita
- Bhrigu Samhita
- Yogayajnavalkya Samhita
- Brahma Samhita
- Garga Samhita

- Datos: Q3946475